# Patriciola semicana
Patriciola semicana är en fjärilsart som beskrevs av Heinrich 1956. Patriciola semicana ingår i släktet Patriciola och familjen mott. Inga underarter finns listade i Catalogue of Life.